# Moncef Chelli
Pour les articles homonymes, voir Chelli.
 (mai 2010).
Si vous disposez d'ouvrages ou d'articles de référence ou si vous connaissez des sites web de qualité traitant du thème abordé ici, merci de compléter l'article en donnant les références utiles à sa vérifiabilité et en les liant à la section « Notes et références ».
Moncef Chelli, né le 11 février 1936 à Tunis et mort le 18 mars 1994 à Paris 14e, est un philosophe et écrivain franco-tunisien.

## Biographie
Venu en France après des études secondaires au collège Sadiki de Tunis, il entame des études supérieures et étudie la philosophie à la Sorbonne ainsi que l'arabe et les mathématiques et obtient le grade de docteur d'État ès lettres et sciences humaines en 1979.
Maîtrisant six langues (français, anglais, espagnol, arabe, latin et grec ancien), il pratique également les mathématiques et la géométrie et étudie la théorie de la relativité qui inspirera beaucoup ses écrits philosophiques. Il effectue notamment une traduction de l'ouvrage Règles pour la direction de l'esprit de René Descartes du latin vers l'arabe pour l'Unesco. Il assume en 1983 la présidence d'un séminaire au Congrès mondial de philosophie à Montréal.
Auteur de nombreux livres, son principal et dernier ouvrage, Le Mythe de cristal, fruit de douze années de recherches et publié à titre posthume, traite comme la majeure partie de son œuvre de la théorie de la relativité des cultures, à laquelle il travailla toute sa vie, et tente d'expliquer les raisons de la supériorité actuelle de l'Occident ainsi que les raisons de sa confrontation avec l'Orient. Ce thème, plus que jamais d'actualité et repris depuis par de nombreux auteurs, notamment à la suite des première et deuxième guerres du Golfe et des attentats du 11 septembre 2001, est le témoin de la pensée novatrice et en avance sur son temps de l'auteur, qui avait prédit et tenté d'expliquer dans son dernier ouvrage les causes du choc des cultures à venir.

## Livres
- La Parole arabe, Paris, Sindbad, 1980 (épuisé)
- L'Évolution des idées dans la culture occidentale, Paris, Ellipses Marketing, 1987  (ISBN 2729887148)
- Trois visions du temps (coauteur), Paris, Éditions du Centurion, 1993
- Le Mythe de cristal ou le secret de la puissance de l'Occident, Paris, Les Empêcheurs de penser en rond, 1997  (ISBN 2908602954)
- nombre d'autres ouvrages pédagogiques de l'enseignement supérieur édités aux éditions Ellipses Marketing

## Articles
- « Conscience arabe et conscience occidentale », Les Temps modernes, 1963 (traduction de cet article publiée dans la revue libanaise Mawakif)
- « La place de l'histoire parmi les sciences humaines », Paris, Ellipses, 1980
- « L'illusion lyrique ou le refus de l'histoire dans L'espoir de Malraux », Paris, Ellipses, 1980
- « La parole arabe et l'être », Le Temps, 21 mars 1981
- « L'ambigüité du rapport de la spiritualité et de l'efficacité dans une culture », L'Action tunisienne, 1981
- « L'originalité de l'art occidental dans l'art universel », Paris, Ellipses, 1984
- « La place de la littérature parmi les beaux arts », Paris, Ellipses, 1984
- « Tocqueville vu par Raymond Aron », Paris, Ellipses, 1985
- « Le langage poétique », Paris, Bréal, 1986
- « Le rôle du verbe être dans les langues occidentales », Paris, Ellipses, 1986
- « Montesquieu sociologue », Paris, Ellipses, 1987
- « Le langage de Tlön » (étude sur Ficciones de Jorge Luis Borges), Paris, Ellipses, 1989
- « Trois étapes dans l'évolution de la philosophie du droit », Paris, Bréal, 1989
- « Le mythe de la nature dans la publicité », Paris, Ellipses, 1990
- « Nature déchue et nature rédemptrice », Paris, Bréal, 1990
- « La nature dans la physique relativiste », Paris, Bréal, 1990
- « Désir et pouvoir dans Le second Faust de Gœthe », Paris, Ellipses, 1990
- « L'amour de l'amour dans Roméo et Juliette de Shakespeare », Paris, Ellipses, 1991
- « La station debout et l'espace de la pensée », Paris, Ellipses, 1992
- « Dessins Caduvéo et villages Bororo » (étude sur un texte de Tristes Tropiques de Claude Lévi-Strauss), Paris, Ellipses, 1992
- « Vie et mort dans la sexualité », Paris, Bréal, 1992
- « L'artiste modèle dans Le chef-d'œuvre inconnu de Balzac », Paris, 1993